# Discographie d'Anastacia
Anastacia est une chanteuse américaine de pop et de soul aux influences rock. Elle sort sept albums studio, trois albums live, deux Best-of.
Elle vend 50 millions d'albums à travers le monde.
Elle sort son premier album Not That Kind en 2000. Il atteint le sommet des charts dans plusieurs pays, notamment en Suisse, en Belgique ou encore en Nouvelle-Zélande. L'album est porté par I'm Outta Love son premier single qui se classe également en première position et dans le top dix de plusieurs pays. L'opus se vend à plus de 7 millions d'exemplaires dans le monde. L'album est un succès planétaire, ce qui classe Anastacia dans le rang des stars mondialement connues.
En 2001, elle publie Freak of Nature, son second album. L'opus est un succès mondial puisqu'il se vend à plus de 4,5 millions d'exemplaires dans le monde. Il atteint de meilleurs scores que le précédent. Paid My Dues, le premier single de l'album est un tube en Europe. Trois autres singles en seront extraits dont One Day in Your Life qui se classe en bonne position dans les classements. En 2002, elle est choisie pour interpréter la chanson de la coupe du monde de football : Boom.
Anastacia, le troisième album de la chanteuse sort en 2004. Il se classe en première position dans plus de dix pays et se vend comme le précédent, à 4,5 millions d'exemplaires. Les singles issus de l'album sont bien classés dans les charts. Left Outside Alone, le single de promotion, atteint la première place dans cinq pays et le top 10 dans 20 pays dont l’Allemagne et la France.
En 2008, sort Heavy Rotation son quatrième album studio. Il rencontre un petit succès et ne dépasse pas les 500k de disques vendus à travers le monde.
Elle sort It's a Man's World en 2012. L'album est un échec commercial se classant dans quelques pays et se vendant à 200 000 exemplaires.
La chanteuse publie Resurrection en 2014, son sixième opus. L'album cumule plus d'un million de disques vendus.
Evolution, son septième album de sa carrière, sort en 2017.

## Albums studio
| Titre                                                                      | Classements | Classements | Classements | Classements | Classements | Classements | Classements | Classements | Classements | Classements | Certifications                                  | Ventes mondiales |  |
| Titre                                                                      | ALL         | SUI         | P-B         | BEL         | AUT         | R-U         | DAN         | ECO         | NOR         | EUR         | Certifications                                  | Ventes mondiales |  |
| Not That Kind - Sortie: 15 juin 2000 - Label: Epic Records, Daylight       | 2           | 1           | 1           | 9           | 3           | 2           | 2           | 2           | 1           | 3           | 5 × Or 3 × Platine 3 × Platine 3 × Platine      | WW : 7 000 000   |  |
| Freak of Nature - Sortie: 23 novembre 2001 - Label: Epic Records, Daylight | 1           | 1           | 1           | 1           | 2           | 4           | 1           | 2           | 1           | 1           | 3 × Platine 5 × Platine 2 × Platine 3 × Platine | WW : 4 500 000   |  |
| Anastacia - Sortie: 29 mars 2004 - Label: Epic Records                     | 1           | 1           | 1           | 1           | 1           | 1           | 1           | 1           | 1           | 1           | 4 × Platine 3 × Platine Or 4 × Platine          | WW : 5 000 000   |  |
| Heavy Rotation - Sortie: 24 octobre 2008 - Label: Mercury Records          | 13          | 3           | 15          | 43          | 6           | 17          | 31          | 15          | 28          | 6           | Or                                              | WW : 500 000     |  |
| It's a Man's World - Sortie: 9 novembre 2012 - Label: BMG                  | 16          | 15          | 7           | 25          | 14          | -           | -           | -           | -           | -           |                                                 | WW : 200 000     |  |
| Resurrection - Sortie: 2 mai 2014 - Label: BMG                             | 5           | 5           | 7           | 21          | 11          | 9           | -           | 12          | -           | -           |                                                 | WW : 150 000     |  |
| Evolution - Sortie: 15 septembre 2017 - Label: Universal                   | 12          | 10          | 86          | 38          | 15          | 34          | -           | -           | -           | -           |                                                 | WW : 100 000     |  |
| Our Songs - Sortie: 22 septembre 2023 - Label: Edel Music                  |             |             |             |             |             |             |             |             |             |             |                                                 | WW :             |  |

## Compilations
| Année | Album               | Meilleure position dans les classements | Meilleure position dans les classements | Meilleure position dans les classements | Meilleure position dans les classements | Meilleure position dans les classements | Meilleure position dans les classements | Meilleure position dans les classements | Meilleure position dans les classements | Meilleure position dans les classements | Meilleure position dans les classements | Ventes mondiales |
| Année | Album               | Drapeau de l'Allemagne                  | Drapeau de la Suisse                    | Drapeau des Pays-Bas                    | Drapeau de l'Autriche                   | Drapeau du Royaume-Uni                  | Drapeau de l'Italie                     | Drapeau de l'Écosse                     | Drapeau de l'Espagne                    | Drapeau de la Belgique                  | Drapeau de la France                    | Ventes mondiales |
| ----- | ------------------- | --------------------------------------- | --------------------------------------- | --------------------------------------- | --------------------------------------- | --------------------------------------- | --------------------------------------- | --------------------------------------- | --------------------------------------- | --------------------------------------- | --------------------------------------- | ---------------- |
| 2005  | Pieces of a Dream   | 7                                       | 3                                       | 10                                      | 4                                       | 6                                       | 3                                       | 7                                       | 9                                       | 8                                       | 2                                       | WW : 1 500 000   |
| 2015  | Ultimate Collection | 65                                      | 41                                      | 69                                      | -                                       | 10                                      | 27                                      | 11                                      | 51                                      | 78                                      | -                                       | WW : 100 000     |

## Singles
| Année | Titre                 | Meilleure position dans les classements | Meilleure position dans les classements | Meilleure position dans les classements | Meilleure position dans les classements | Meilleure position dans les classements | Meilleure position dans les classements | Meilleure position dans les classements | Meilleure position dans les classements | Meilleure position dans les classements | Meilleure position dans les classements | Certifications                                                     | Album                                          |
| Année | Titre                 | ALL                                     | SUI                                     | P-B                                     | B(F)                                    | B(W)                                    | AUT                                     | R-U                                     | ITA                                     | ESP                                     | IRL                                     | Certifications                                                     | Album                                          |
| ----- | --------------------- | --------------------------------------- | --------------------------------------- | --------------------------------------- | --------------------------------------- | --------------------------------------- | --------------------------------------- | --------------------------------------- | --------------------------------------- | --------------------------------------- | --------------------------------------- | ------------------------------------------------------------------ | ---------------------------------------------- |
| 2000  | I'm Outta Love        | 6                                       | 2                                       | 3                                       | 10                                      | 1                                       | 3                                       | 6                                       | 2                                       | 8                                       | 2                                       | - Or - 2 × Platine - Or - Or - Argent - Or - Platine - Or - Argent | Not That Kind                                  |
| 2000  | Not That Kind         | 56                                      | 18                                      | 31                                      | 37                                      | 12                                      | 68                                      | 11                                      | 9                                       | 9                                       | 14                                      | - Argent                                                           | Not That Kind                                  |
| 2001  | Cowboys & Kisses      | 83                                      | 33                                      | 42                                      | 5                                       | 2                                       | -                                       | 28                                      | 35                                      | -                                       | 44                                      |                                                                    | Not That Kind                                  |
| 2001  | Made for Lovin' You   | -                                       | -                                       | 79                                      | -                                       | 7                                       | -                                       | 27                                      | -                                       | -                                       | 36                                      |                                                                    | Not That Kind                                  |
| 2001  | Paid My Dues          | 3                                       | 1                                       | 4                                       | 6                                       | 16                                      | 3                                       | 14                                      | 5                                       | 7                                       | -                                       | - Or - Or - Or - Or - Argent - Or                                  | Freak of Nature                                |
| 2002  | One Day in Your Life  | 9                                       | 5                                       | 15                                      | 18                                      | 28                                      | 9                                       | 11                                      | 7                                       | 10                                      | 15                                      | - Or                                                               | Freak of Nature                                |
| 2002  | Boom                  | 35                                      | 10                                      | 41                                      | 27                                      | 5                                       | 37                                      | 25                                      | 10                                      | -                                       | -                                       |                                                                    | The Official Album of the 2002 FIFA World Cup  |
| 2002  | Why'd You Lie to Me   | 55                                      | 39                                      | 48                                      | 2                                       | 8                                       | 37                                      | 25                                      | 31                                      | -                                       | -                                       |                                                                    | Freak of Nature                                |
| 2002  | You'll Never Be Alone | 56                                      | 36                                      | 54                                      | 44                                      | 9                                       | 42                                      | 28                                      | 28                                      | -                                       | -                                       |                                                                    | Freak of Nature                                |
| 2003  | Love Is a Crime       | -                                       | -                                       | -                                       | -                                       | -                                       | -                                       | -                                       | -                                       | -                                       | -                                       |                                                                    | Chicago: Music From the Miramax Motion Picture |
| 2004  | Left Outside Alone    | 2                                       | 1                                       | 2                                       | 5                                       | 7                                       | 1                                       | 3                                       | 1                                       | 1                                       | 2                                       | - Or - 2 × Platine - Or - Or - Or - Or - Or                        | Anastacia                                      |
| 2004  | Sick and Tired        | 2                                       | 2                                       | 6                                       | 10                                      | 22                                      | 2                                       | 4                                       | 3                                       | 3                                       | 9                                       | - Or - Or - Argent - Or                                            | Anastacia                                      |
| 2004  | Welcome to My Truth   | 30                                      | 35                                      | 14                                      | 2                                       | 3                                       | 41                                      | 25                                      | 14                                      | 4                                       | 23                                      |                                                                    | Anastacia                                      |
| 2005  | Heavy on My Heart     | 29                                      | 35                                      | 24                                      | 2                                       | 5                                       | 29                                      | 21                                      | 12                                      | 8                                       | 32                                      |                                                                    | Anastacia                                      |
| 2005  | Pieces of a Dream     | 20                                      | 18                                      | 38                                      | 1                                       | 4                                       | -                                       | -                                       | 3                                       | 1                                       | -                                       |                                                                    | Pieces of a Dream                              |
| 2006  | I Belong to You       | 1                                       | 1                                       | 6                                       | 2                                       | 5                                       | 2                                       | -                                       | 1                                       | -                                       | 23                                      | - Or - Or - Or - Or                                                | Pieces of a Dream                              |
| 2008  | I Can Feel You        | 25                                      | 37                                      | 37                                      | 38                                      | 33                                      | 20                                      | 67                                      | 11                                      | -                                       | -                                       |                                                                    | Heavy Rotation                                 |
| 2009  | Absolutely Positively | -                                       | -                                       | -                                       | -                                       | -                                       | -                                       | -                                       | -                                       | -                                       | -                                       |                                                                    | Heavy Rotation                                 |
| 2009  | Defeated              | -                                       | -                                       | -                                       | -                                       | -                                       | -                                       | -                                       | -                                       | -                                       | -                                       |                                                                    | Heavy Rotation                                 |
| 2012  | What Can We Do        | -                                       | -                                       | -                                       | -                                       | -                                       | -                                       | -                                       | -                                       | -                                       | -                                       |                                                                    | Heavy Rotation                                 |
| 2012  | Dream On              | -                                       | -                                       | -                                       | -                                       | -                                       | -                                       | -                                       | -                                       | -                                       | -                                       |                                                                    | It's a Man's World                             |
| 2012  | Best of You           | -                                       | -                                       | -                                       | -                                       | -                                       | -                                       | -                                       | -                                       | -                                       | -                                       |                                                                    | It's a Man's World                             |
| 2014  | Stupid Little Things  | 38                                      | 23                                      | -                                       | -                                       | 10                                      | 45                                      | -                                       | 20                                      | 26                                      | -                                       | - Or                                                               | Resurrection                                   |
| 2014  | Staring at the Sun    | -                                       | -                                       | -                                       | -                                       | -                                       | -                                       | -                                       | -                                       | -                                       | -                                       |                                                                    | Resurrection                                   |
| 2014  | Lifeline              | -                                       | -                                       | -                                       | -                                       | -                                       | -                                       | -                                       | -                                       | -                                       | -                                       |                                                                    | Resurrection                                   |
| 2015  | Take This Chance      | -                                       | -                                       | -                                       | -                                       | -                                       | -                                       | -                                       | -                                       | -                                       | -                                       |                                                                    | Ultimate Collection                            |
| 2015  | Army of Me            | -                                       | -                                       | -                                       | -                                       | -                                       | -                                       | -                                       | -                                       | -                                       | -                                       |                                                                    | Ultimate Collection                            |
| 2017  | Caught in the Middle  | -                                       | -                                       | -                                       | -                                       | -                                       | -                                       | -                                       | -                                       | -                                       | -                                       |                                                                    | Evolution                                      |

## Collaborations
| Année | Titre                                                                                                 | Album                                                 |
| ----- | --- | ----------------------------------------------------- |
| 1993  | Forever Luv (avec David Morales et The Bad Yard Club                                                  | The Program                                           |
| 1998  | Mi Negra, Tu Bombón (avec Omar Sosa)                                                                  | Spirit of the Roots                                   |
| 1999  | Tienes Un Solo (avec Omar Sosa)                                                                       | Spirit of the Roots                                   |
| 2000  | Saturday Night's Alright for Fighting (avec Elton John)                                               | Elton John One Night Only – The Greatest Hits         |
| 2001  | Let It Be (avec Paul McCartney et autres artistes)                                                    | Nobel Peace Prize Concert                             |
| 2001  | I Ask of You (avec Luciano Pavarotti)                                                                 | Pavarotti & Friends 29 May 2001 for Afghanistan       |
| 2001  | What More Can I Give (Michael Jackson et autres artistes)                                             | United We Stand: What More Can I Give benefit concert |
| 2001  | Love Is Alive (avec Vonda Shepard)                                                                    | Ally McBeal: For Once in My Life                      |
| 2001  | 911 (avec Wyclef Jean)                                                                                |                                                       |
| 2001  | I Thought I Told You That (avec Faith Evans)                                                          | Freak of Nature                                       |
| 2002  | You Shook Me All Night Long (avec Celine Dion)                                                        | Divas Las Vegas                                       |
| 2002  | Bad Girls (avec Jamiroquai)                                                                           | 2002 BRIT Awards                                      |
| 2003  | We Are the Champions, We Will Rock You, Amandla (avec Queen, Beyoncé, Bono, Cast et David A. Stewart) | 46664                                                 |
| 2004  | I Do (avec Sonny Sandoval)                                                                            | Anastacia                                             |
| 2007  | Sing (Annie Lennox et autres artistes)                                                                | Songs of Mass Destruction                             |
| 2010  | Safety (avec Dima Bilan)                                                                              | Mechtatel                                             |
| 2011  | What Can We Do (Deeper Love) (avec Tiësto)                                                            |                                                       |
| 2012  | If I Was Your Boyfriend (avec Tony Moran)                                                             |                                                       |
| 2014  | Lifeline (Luce per sempre) (avec Kekko Silvestre)                                                     | Resurrection                                          |
| 2015  | Who's Loving You (avec Auryn)                                                                         | Ghost Town                                            |
| 2017  | Ti Amo (avec Umberto Tozzi)                                                                           | Quarant'anni Che Ti Amo                               |

## Chansons classées
| Année | Titre                             | Drapeau de l'Allemagne | Drapeau de la Suisse | Drapeau des Pays-Bas | Drapeau de la Belgique | Drapeau de la Belgique | Drapeau de l'Autriche | Drapeau du Royaume-Uni | Drapeau de l'Italie | Drapeau de l'Irlande | Drapeau de l'Espagne |   | Certifications | Album                                       |
| ----- | --------------------------------- | ---------------------- | -------------------- | -------------------- | ---------------------- | ---------------------- | --------------------- | ---------------------- | ------------------- | -------------------- | -------------------- | - | -------------- | ------------------------------------------- |
| 2005  | Everything Burns (avec Ben Moody) | 11                     | 3                    | 7                    | 41                     | -                      | 6                     | 95                     | 2                   | -                    | 3                    | - | -              | Fantastic 4: The Album et Pieces of a Dream |
| 2009  | Stalemate (avec Ben's Brother     | -                      | -                    | -                    | -                      | -                      | -                     | 72                     | -                   | -                    | -                    | - | -              | Battling Giants                             |
| 2010  | Burning Star (avec Natalia)       | -                      | -                    | -                    | 45                     | -                      | -                     | -                      | -                   | -                    | -                    | - | -              | Best of Natalia                             |